# Antroponose
As antroponoses são doenças em que o ser humano é o único reservatório, suscetível e hospedeiro.. São exemplos a poliomielite, hepatites virais, febre tifóide, giardíase, varíola ou a febre amarela.